# La Reine des éléphants
La Reine des éléphants est un roman de Gustave Le Rouge publié en 1906.

## Résumé
Vers 1900, le colonel John commandant la garnison de Bénarès en Inde, a éduqué l'éléphant Bakaloo. C'est le fidèle compagnon de sa fille Emmy, 18 ans. Un jour, il dénonce son soigneur Lyoni qui revend une partie de sa ration de riz. Lyoni est renvoyé. Plus tard il[Qui ?] sauve Montbrichard[Qui ?]. Mais son guide, Lyoni, lui[Qui ?] a volé ses papiers ; Bakaloo le rattrape.
John est envoyé combattre un radjah dans les montagnes de l'Assam et demande à Montbrichard de rester avec Emmy. Lyoni est fouetté puis libéré. Bakaloo tue Narazena, frère de Lyoni, qui tentait de l'empoisonner. Lyoni fuit. John est capturé. Emmy dit qu'elle épousera celui qui le libérera et les accompagne. Bakaloo montre à Emmy que Chapman[Qui ?] complote avec Lyoni et le radjah. Ils arrivent au royaume des éléphants où il y en a des milliers qui s'émerveillent devant Emmy. Ils en soignent 3 et reçoivent des offrandes. Montbrichard est capturé et retrouve John. Ils s'évadent et les éléphants vainquent les hindous. Emmy épouse Dalcester[Qui ?].